# 가림토
가림토(加臨土), 또는 가림다(加臨多)는 대한민국의 유사역사학 서적인 《환단고기》(桓檀古記)에 등장하는 가공의 문자이다. 역사학계와 언어학계에서는 위서(僞書)로 보는 《환단고기》를 제외한 다른 문헌에서 전혀 언급되지 않고 실제로 사용되었다는 증거도 없기 때문에 가림토의 존재를 인정하지 않는다. 반면, 《환단고기》의 내용을 믿는 일부 재야사학계에서는 이 문자가 실존했던 문자이며 기원전 22세기에 고조선에서 만들어졌다고 주장하고 있다.

## 문헌
- 《환단고기》의 〈단군세기〉에 따르면 3대 단군인 가륵 재위 2년(기원전 2181년)에 단군이 삼랑 을보륵에게 명하여 정음(正音) 38자를 만들게 했다고 한다.

“경자 2년(B.C 2181) 아직 풍속이 하나같지 않았다. 지방마다 말이 서로 다르고 형상으로 뜻을 나타내는 참글(眞書)이 있다 해도 열 집 사는 마을에도 말이 통하지 않는 경우가 많고 백 리 되는 땅의 나라에서도 글을 서로 이해키 어려웠다. 이에 삼랑 을보륵에게 명하여 정음 38자를 만들어 이를 가림토(加臨土)라 하니 그 글은 다음과 같았다."
- 《환단고기》에 등장한 단군이 만든 문자로서의 가림토 또는 가림다가 가장 널리 알려져 있으나, 《환단고기》가 공개되기 이전의 기록들에서는 전혀 다른 개념으로 언급된다.
  - 《단기고사(檀奇古史)》에는 가림다가 고설(高契)이 편찬한 역사책 《산수가림다(刪修加臨多)》로 나타난다. 이에 따르면 3세 단군 가륵 재위 3년에 단군이 고설에게 명하여 국사(國史)를 편찬하게 하고 《산수가림다》라 이름지었다고 한다. 또한 바로 전 해(단군 가륵 2년)에는 을보륵(乙普勒) 박사에게 명하여 국문정음(國文正音)을 정선하도록 하였다고 기록되어 있다. 이에 따르면 가림다는 역사책이고, 《환단고기》의 가림토에 해당하는 국문정음은 별도로 제작된 것이 된다.
  - 《환단고기》의 실제 작자(作者)라는 의혹이 있는 전수자 이유립은 《환단고기》를 공개하기 3년 전인 1976년에 월간 《자유》 5월 호에 발표한 글에서 가림토에 대해서 다음과 같이 서술하였다.

“《태백유사(太白遺史)》에는 ‘흉노의 조상에 모수람이라는 자가 있어 천신을 섬겼으며 (중략) 그 풍속이 사납고 맹렬하여 수렵을 좋아하고 흙을 굽고 밧줄을 꿰어 신표로 삼으니 이를 가림토라 하였다’”
이에 따르면 가림토는 흙을 굽고 밧줄을 꿰어(煉土貫索) 신표로 쓰는 문자, 즉 결승문자(結繩文字) 수준의 글자이며, 흉노족이 사용하던 문자이다. 《환단고기》의 전수자라 자칭하는 이유립이 직접 쓴 글에서 이러한 모순이 등장하기 때문에, 이유립이 《환단고기》를 조작하면서 가림토라는 가공의 문자를 창작해 낸 것으로 보는 견해가 상당하다.

## 문자 비석
1994년 12월 28일에 문화일보는 '잃어버린 고대문자' 가림토 문자 비석이 만주에서 발견되었다고 하면서, 높이 2m, 너비 32cm의 탁본 한 점을 공개했다. 이는 사회학자였던 서울대학교 이상백이 학생 시절이었던 1930년대에 만주 지역에서 직접 탁본한 것인데 진주시 경상대학교 정도화가 보관하다가 발표한 것이라고 하며, 재야사학자인 김인배, 김인문, 여증동 교수 등은 이를 가림토 문자의 실존 증거라고 주장하였다. 이 비석은 만주 경박호 부근에서 탁본한 것이라고 한다. 또한, 2003년 3월 13일에 부산일보는 경상북도 경산시 명마산에서 가림토로 추정되는 문자가 새겨진 비석을 발견하였다고 보도하는 등 가림토로 추정되는 자형(字形)이 새겨진 비석들을 발견했다는 기사가 일부 언론을 통해 나오기도 했다.
그러나, KBS 역사스페셜 42회 "한글은 집현전에서 만들지 않았다" 편에 출연한 송기중 교수는 문화일보가 공개한 비석에 새겨진 문자는 가림토가 아닌 돌궐문자라고 밝혔고, 이들 비석은 언론을 통해 일회성으로 공개된 이후에는 후속 연구나 사실 취재가 전혀 이루어지지 않고 있다. 한편, 이들 비석에 새겨진 ‘가림토 추정 자형’들은 일부 자모의 형태가 한글의 글자체와 비슷할 뿐, 글자로서의 조합이나 문장의 구조를 이루지 못하고 있어 문자로 보기 어렵다는 비판도 있다.

## 비판
《환단고기》에 실린 가림토의 생김새는 한글, 특히 훈민정음 창제 때 판본체의 한글과 비슷하다. 가림토를 지지하는 사람들은 훈민정음이 ‘고전을 모방하였다’는 《세종실록》의 기록을 들어 훈민정음은 가림토를 본따 만든 것이라고 주장한다.
그러나, 《세종실록》의 해당 기록에 등장하는 고전(古篆)은 전서(篆書)라는 한자의 옛 서체를 가리키는 것이며, 이는 오랑캐(몽골·여진·일본 등)처럼 새로운 글자를 만들었다고 비판할 중화주의자들을 의식해 '언문은 옛글자(한자의 옛 서체)를 본떠서 만들었다'는 식으로 해명한 것에 대해 자음과 모음을 결합해 음절을 구성하는 한글의 표기방식이 표의문자인 한자와는 근본적으로 다르다고 비난한 내용으로서 가림토와는 전혀 무관하다.

### 언어학적 비판
- 고대의 문자는 대부분 회화문자(繪畵文字)나 상형문자(象形文字)에서 시작한다. 이러한 문자는 대다수가 복잡한 자형을 가졌으며, 특히 그것을 상징한 사물의 모습을 알아볼 수 있도록 형태가 남아 있다. 그러나, 가림토는 당시에는 존재한 예가 거의 없는 표음문자(表音文字)로서 문자 발달사에 부합되지 않는다.[6]
- 가림토가 만들어졌다고 주장되는 시기는 중국에서는 표의문자인 갑골문자(기원전 14세기 ~ 기원전 11세기)가 만들어지기 시작했을 거라고 추정되는 때보다 800년 이상 앞선다. 표의문자는 개개의 글자가 모두 뜻을 가지고 있어 그 수가 무한한 반면, 가림토는 38개의 글자로 되어 있어 음소문자(音素文字)임을 알 수 있다. 갑골문자가 나오기 수백년 전인 당시에 음소문자가 등장했다는 것은 문자 발달사를 볼 때 있을 수 없는 일이다.[6]
- 가림토에는 훈민정음(訓民正音)의 홑중성과 흡사한 홑중성 꼴의 글자 11자가 있는데, 가림토가 한글의 모(母)문자라면 가림토의 해당 11자는 훈민정음의 중성 11자에 대응하는 것이 분명하다. 그런데, 중성으로 표기되는 모음도 자음과 같이 시대가 지나면서 변한다. 일례로 훈민정음의 모음 11자는 18세기에 이르면 ‘아래아’가 소멸되어 10자로 감소하며, 홑모음이 아닌 모음도 전설 단모음 ‘ㅔ’, ‘ㅐ’, ‘ㅚ’ 등이 생겨나 현대 한글의 모음은 훈민정음에 대해서 1개 모음이 소멸되고 3개 모음이 새로 생겨났다. 1443년에 창제된 한글이 이런 변화를 겪었는데, 4200년 전에 만들어졌다는 가림토가 훈민정음과 모음의 숫자가 일치한다는 것은 불가능하다.[6]

## 참고 문헌
- 박영준 외, 《우리말의 수수께끼》, 김영사, 2002년, ISBN 89-349-0928-5
- 정연종, 《한글은 단군이 만들었다》, 죠이정 인터내셔날, 1996년

## 같이 보기
- 한글과 비슷한 문자
- 신대 문자
- 신지문자
- 녹도 문자